# Hjalmar Hammarskjöld
Pour les articles homonymes, voir Hammarskjöld.
Knut Hjalmar Leonard Hammarskjöld est un juriste et homme d'État suédois né à Tuna (Comté de Kalmar), le 4 février 1862, et décédé à Stockholm, le 12 octobre 1953. Il a notamment été premier ministre suédois du 17 février 1914 au 30 mars 1917.

## Biographie
Hjalmar Hammarskjöld est élu au siège 17 de l'Académie suédoise en 1918. Il est aussi le père de Dag Hammarskjöld, secrétaire général des Nations unies de 1953 à 1961.